# Hoz y Costean
Hoz y Costean – gmina w Hiszpanii, w prowincji Huesca, w Aragonii, o powierzchni 57,48 km². W 2011 roku gmina liczyła 204 mieszkańców.